# Matrize (Zahnmedizin)

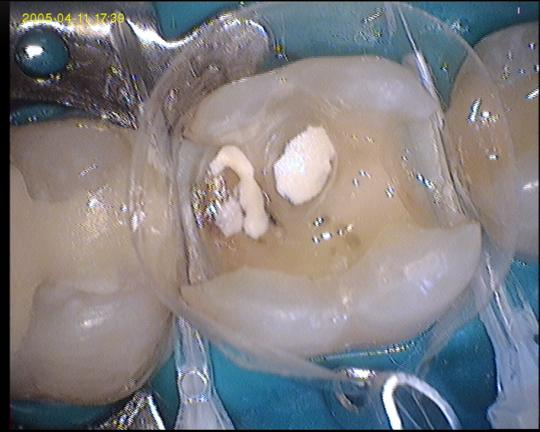
Kunststoffmatrize an einer offenen Zahnkavität angelegt

Als Matrize (lat. mater Mutter) wird in der Zahnmedizin einerseits ein Hilfsmittel zum Legen einer Zahnfüllung mit plastischem Füllmaterial verstanden und andererseits das Gegenstück einer Patrize. Matrize und Patrize bilden als Einheit ein Geschiebe.

## Matrize als Formhilfe
Eine Matrize besteht aus einem Metall- oder Kunststoffband, das um den Zahn gelegt wird. Beispielsweise wird eine Amalgamfüllung oder eine Kompositfüllung in weichem (plastischen) Zustand in die Kavität eines Zahnes eingebracht, um den Defekt zu rekonstruieren. Ist diese Kavität offen und nicht vollständig von Zahnschmelz umgeben, würde das Material aus der Kavität hinausfließen. Die Matrize sorgt als Formhilfe dafür, dass die Füllmasse nicht über den Zahn hinaus verteilt wird. Die Ringbandmatrize (engl.: Tofflemire's™ matrix) ist eines der gebräuchlichsten Hilfsmittel beim Legen einer Amalgamfüllung. Beim Anlegen an den Zahn können die dünnen, speziell geformten, eingespannten Stahlbleche der Zahnaußenform angepasst werden.

### Kunststoffmatrize
Mit einer Kunststoffmatrize lassen sich Kunststofffüllungen im Frontzahnbereich randdicht legen. Sie werden im Bereich des Zwischenraumes zwischen dem zu behandelnden Zahn und dem Nachbarzahn eingebracht. Die Füllung kann dadurch auch ohne Verklebung mit dem Nachbarzahn gelegt werden. Kunststoffe werden in der Regel durch blaues Licht mit einer Wellenlänge von 450–490 nm ausgehärtet, dazu müssen die Matrizen transparent sein.

## Matrize als Teil eines Geschiebeteils

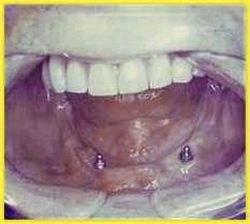
Druckknopfanker
2 Implantate im Unterkiefer mit Patrizen zur Befestigung einer Totalprothese

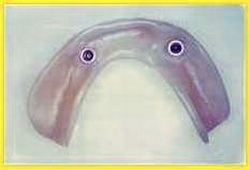
Die dazugehörende Unterkiefer-Prothese mit den eingearbeiteten Matrizen

Andererseits wird als Matrize das Gegenstück zu einer Patrize verstanden. Matrize und Patrize bilden eine Einheit und werden in der Zahntechnik als Geschiebe, als Verbindungsteile zwischen festsitzendem Zahnersatzanteil und herausnehmbaren Zahnersatzteil verwendet. Es gibt eine Vielzahl solcher Geschiebe, die teilweise konfektioniert, teilweise individuell gefertigt werden können. Ein häufig verwendetes Geschiebe ist das T-Geschiebe, bei dem die Patrize in einen Längsschlitz der Matrize greift. Zu den individuell gefertigten Geschieben zählt das Rillen-Schulter-Stift-Geschiebe (RSS), bei dem eine Zahnkrone auf der Innenseite parallelwandig gefräst wird und das Sekundärteil daran vorbeigeleitet und den herausnehmbaren Zahnersatz durch Friktion und zusätzliche Stifte befestigt.
Matrizen sind diejenigen Teile des Geschiebes, die sich aktivieren und deaktivieren lassen. Darunter versteht man die Erhöhung oder Verringerung der Friktion zwischen Matrize und Patrize, womit der Halt des herausnehmbaren Zahnersatzes beeinflusst werden kann. Dazu kann die Matrize geringfügig zusammengepresst oder ausgeweitet bzw. ausgeschliffen werden.

### Patrize
Eine Patrize (lat. pater Vater) ist das Gegenstück zur Matrize. Wenn herausnehmbarer Teilzahnersatz wie eine Teilprothese an Zähnen oder Implantaten unsichtbar befestigt werden soll, kommen Geschiebe zum Einsatz. Dadurch wird eine Befestigung mittels sichtbarer Klammern vermieden.  Beide können beispielsweise wie ein Druckknopf ineinander greifen, wobei die Matrize in den herausnehmbaren Teil des Zahnersatzes eingearbeitet wird und die Patrize am Zahn oder Implantat eingearbeitet ist. Ein Geschiebe ist ein unsichtbares Halte- und Stützelement. Der Halt der Teilprothese ist gegenüber einer Klammerprothese erhöht. Druckknopfverankerte Teilprothesen kommen vor allem bei einer stark zerstörten Restbezahnung zur Anwendung. Dabei wird die Patrize mittels eines Stiftes (Stiftaufbau) in der Zahnwurzel befestigt.